# ألي كليفتون
ألي كليفتون (بالإنجليزية: Allie Clifton)‏ هي صحفية رياضية وكاتِبة أمريكية، ولدت في 30 يناير 1988.